# Kaita, Leppävirta
Kaita är en ö i Finland. Den ligger i sjön Unnukka och i kommunen Leppävirta i den ekonomiska regionen  Varkaus ekonomiska region  och landskapet Norra Savolax, i den sydöstra delen av landet, 290 km nordost om huvudstaden Helsingfors. Öns area är 41,4 hektar och dess största längd är 2,7 kilometer i sydöst-nordvästlig riktning.